# Pistol TT
Pistolul TT-33 (rusă Пистолет Тульский Токарева, модель 1933 года (română pistol Tula-Tokarev, model 1933) este un pistol semiautomat conceput de Fiodor Tokarev pentru Armata roșie ca înlocuitor al revolverului militar Nagant model 1895, folosit din timpul Rusiei țariste.

## Istoric
În anul 1930 Fiodor Vasilievici Tokarev a conceput un pistol pe baza mecanismului pistolului Colt M1911 și a muniției pentru pistolul Mauser C96 (7,63 mm Mauser). Versiunea TT-30 este îmbunătățită și simplificată în urma testelor în poligon și este adoptată sub denumirea de TT-33. Pentru vremea sa era o armă ieftină, ușor de produs și întreținut, precisă și puternică. Singura sa problemă era lipsa unor dispozitive de securitate eficiente, ceea ce făcea ca pistolul să poată fi transportat în siguranță doar fără glonț pe țeavă.
Până la izbucnirea celui de-al Doilea Război Mondial în Rusia se produseseră cca. 600 000 de bucăți. În Rusia pistolul a fost scos din producție în 1954, fiind înlocuit cu mai modernul Makarov PM, dar rămâne în uz în armată până în anul 1960, iar în Miliție până în 1979.

## Construcție
Ca aspect, TT-33 seamănă bine cu pistolul FN Model 1903 al lui John Browning. Lucrează pe principul reculului scurt al țevii și lung al închizătorului, folosind sistemul de la seriile 1911, dar TT-33 nu este o clonă a lui 1911, având un percutor simplificat, precum și alte modificări care ușurau fabricația.
Părți mari componente:
- țeava cu cercel
- manșonul cu închizătorul și aparatele de ochire
- bucșa de ghidare
- corpul pistolului
- mecanismul de dare a focului
- închizătorul
- accesoriile
- tocul pistolului

## Muniție
Pistolul TT-33 folosește muniție cartuș 7,62x25mm Tokarev, care este foarte asemănătoare cu muniția 7,63x25mm Mauser a pistolului Mauser C96. Ambele muniții pot fi folosite în pistoalele TT-33. Masa glonțului este de 5,5 g. Încărcătorul are 8 cartușe.

## Variante
China a fabricat variantele Tip 51, Tip 54, M20 și TU-90. În Polonia s-a fabricat varanta wz. 48. Ungaria a conceput varianta M48 care folosea muniție 9x19mm Parabellum, și o variantă exportată în Egipt, Tokagypt 58. Iugoslavia a produs variantele M57, M65 și M70A. Coreea de Nord a produs Tip 68 (M68). România a produs în anii '50 versiunea TTC (TT-Cugir).

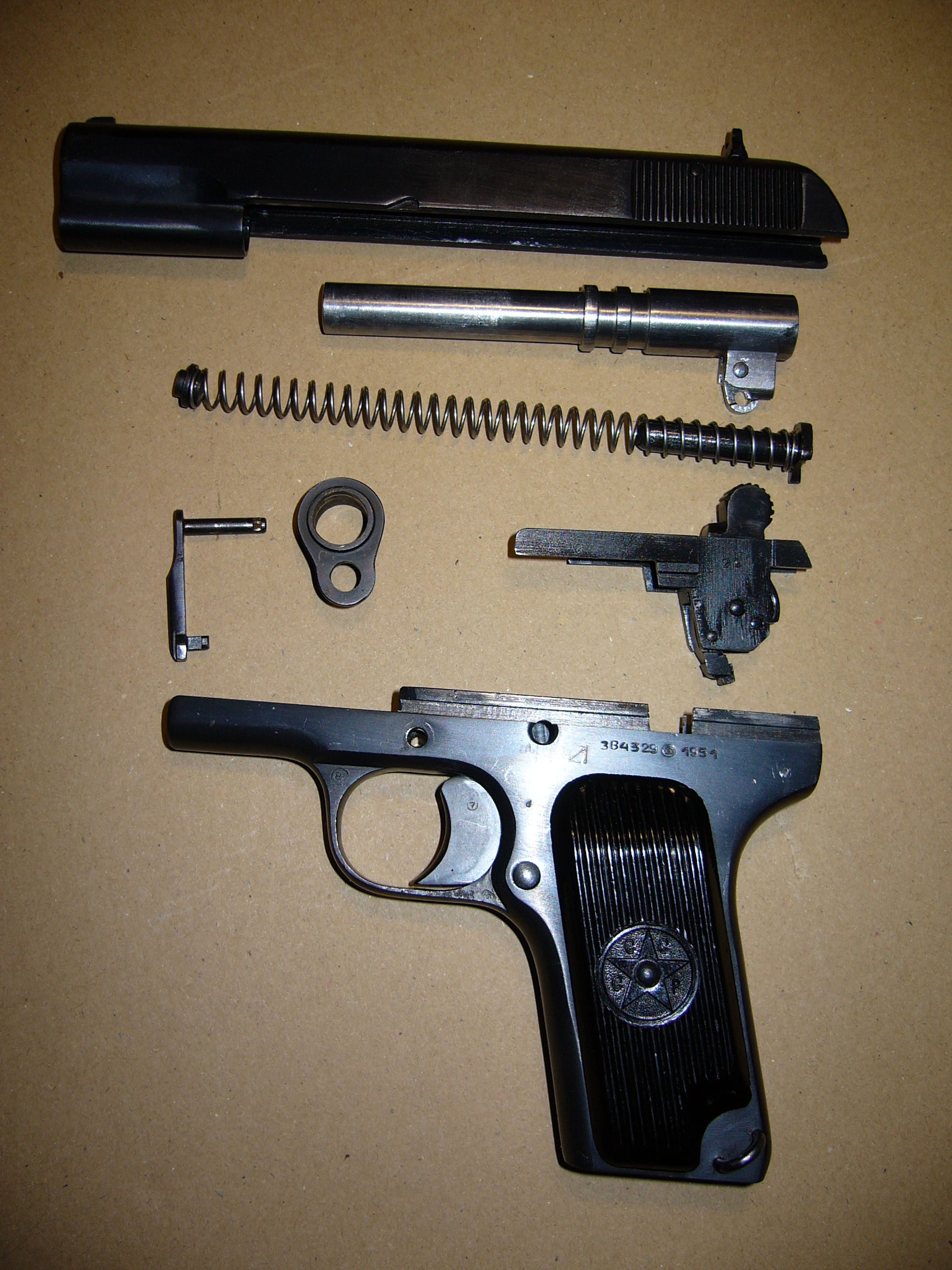
Pistol TT, părţi componente
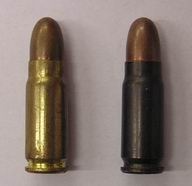
Muniţie 7,62x25 Tokarev
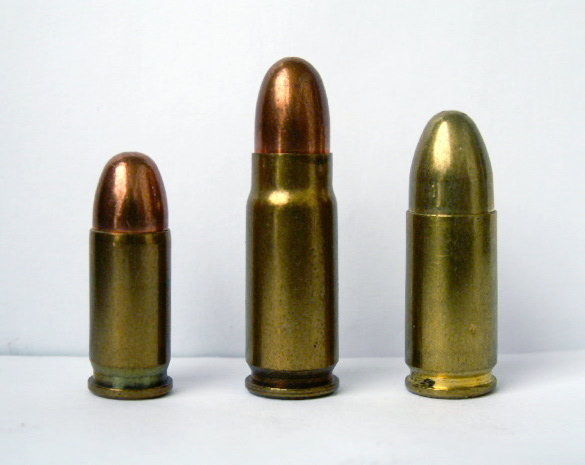
Comparaţie .32 ACP, 7,62mm Tokarev, 9x19mm